# El Paso County (Texas)
Das El Paso County ist ein County im US-Bundesstaat Texas der Vereinigten Staaten. Das U.S. Census Bureau hat bei der Volkszählung 2020 eine Einwohnerzahl von 865.657 ermittelt. Der Sitz der Countyverwaltung (County Seat) befindet sich in El Paso.

## Geographie
Das County liegt an der westlichsten Stelle von Texas und grenzt im Norden an New Mexico und im Südwesten an Mexiko. Die Grenze zu Mexiko bildet ab El Paso der Rio Grande, der in den Rocky Mountains in Colorado  entspringt und durch New Mexico fließt. Es hat eine Fläche von 2628 Quadratkilometern, wovon 4 Quadratkilometer Wasserfläche sind. Es grenzt im Osten an das Hudspeth County und im Norden (New Mexico) an die Countys Doña Ana County und Otero County.

## Geschichte
El Paso County wurde am 3. Januar 1850 aus Teilen des Santa Fe County gebildet. Die Verwaltungsorganisation wurde im März 1871 abgeschlossen. Benannt wurde es nach der Passage des Rio Grande durch das umliegende Gebirge, also El Paso del Norte (deutsch: „Nordpass“) oder El Paso del Rio del Norte (deutsch: „Nordfluss-Pass“).

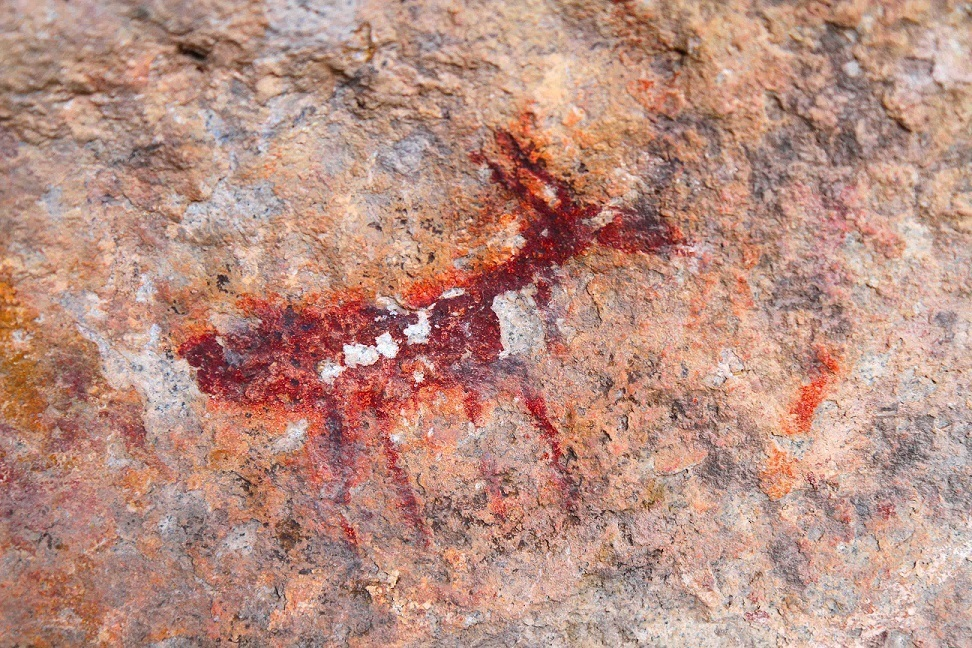
Petroglyphe in Hueco Tanks

60 Bauwerke und Stätten des Countys sind im National Register of Historic Places („Nationales Verzeichnis historischer Orte“; NRHP) eingetragen (Stand 24. November 2021). Im Januar 2021 erhielt die prähistorische Stätte Hueco Tanks den Status eines National Historic Landmarks („Nationales historisches Wahrzeichen“) zuerkannt.

## Demografische Daten

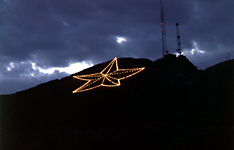
Der El Paso Star am Südosthang der Franklin Mountains

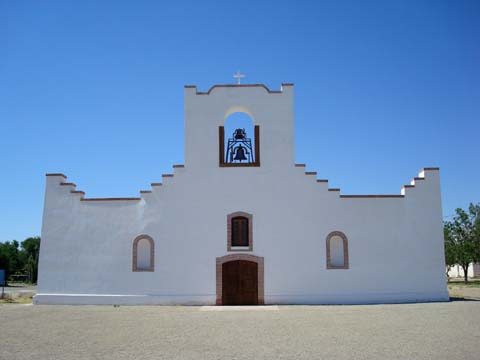
Socorro Mission, gelistet im NRHP mit der Nr. 72001359

Nach der Volkszählung im Jahr 2000 lebten im El Paso County 679.622 Menschen; es wurden 210.022 Haushalte und 166.127 Familien gezählt. Die Bevölkerungsdichte betrug 259 Einwohner pro Quadratkilometer. Ethnisch betrachtet setzte sich die Bevölkerung zusammen aus 73,95 Prozent Weißen, 3,06 Prozent Afroamerikanern, 0,82 Prozent amerikanischen Ureinwohnern, 0,98 Prozent Asiaten, 0,10 Prozent Bewohnern aus dem pazifischen Inselraum und 17,91 Prozent aus anderen ethnischen Gruppen; 3,19 Prozent stammten von zwei oder mehr Ethnien ab. 78,23 Prozent der Einwohner waren spanischer oder lateinamerikanischer Abstammung.
Von den 210.022 Haushalten hatten 44,9 Prozent Kinder oder Jugendliche, die mit ihnen zusammen lebten. 56,7 Prozent waren verheiratete, zusammenlebende Paare 18,0 Prozent waren allein erziehende Mütter und 20,9 Prozent waren keine Familien. 17,8 Prozent waren Singlehaushalte und in 6,7 Prozent lebten Menschen im Alter von 65 Jahren oder darüber. Die durchschnittliche Haushaltsgröße betrug 3,18 und die durchschnittliche Familiengröße betrug 3,63 Personen.
32,0 Prozent der Bevölkerung war unter 18 Jahre alt, 10,6 Prozent zwischen 18 und 24, 29,3 Prozent zwischen 25 und 44, 18,4 Prozent zwischen 45 und 64 und 9,7 Prozent waren 65 Jahre alt oder älter. Das Medianalter betrug 30 Jahre. Auf 100 weibliche Personen kamen 93,2 männliche Personen und auf 100 Frauen im Alter von 18 Jahren oder darüber kamen 88,7 Männer.
Das jährliche Durchschnittseinkommen eines Haushalts betrug 31.051 USD, das Durchschnittseinkommen einer Familie betrug 33.410 USD. Männer hatten ein Durchschnittseinkommen von 26.882 USD, Frauen 20.722 USD. Das Prokopfeinkommen betrug 13.421 USD. 20,5 Prozent der Familien und 23,8 Prozent der Einwohner lebten unterhalb der Armutsgrenze.

## Orte im County
- Adobe Colonia
- Aero Vista
- Agua Dulce
- Agua Dulce Colonia
- Alameda Estates Colonia
- Alamo Alto
- Aldama Estates Colonia
- Alfalfa
- Algodon Colonia
- Aljo Estates Colonia
- Angie Colonia
- Anthony
- Bagge Estates Colonia
- Bauman Estates Colonia
- Bauman Estates Number 2 Colonia
- Bauman Estates Number 3 Colonia
- Bejar Estates Colonia
- Belen
- Belen Plaza Colonia
- Borderland
- Bovee Road Colonia
- Britton Davis
- Buena Vista
- Buford (El Paso County, Texas)
- Buford View Estates Colonia
- Butterfield
- Calcutta Colonia
- Canutillo
- Cielo Vista
- Clint
- Coronado Hills
- Cotton Valley Estates Colonia
- Country Green Addition Colonia
- Courchesne
- Cuadrilla
- Del Norte Acres
- Del Norte Heights
- Delip Colonia
- Dindinger Road Colonia
- El Campestre Colonia
- El Gran Valle Colonia
- El Gran Valle Number 2 Colonia
- El Paso
- Ellen Park Colonia
- Fabens
- Frank Colonia
- Friedman Estates Number 1 Colonia
- Friedman Estates Number 2 Colonia
- Green Acres Colonia
- Grijalva Gardens Colonia
- Gurdev Colonia
- Hacienda Heights
- Haciendas del Valle Number 1 Colonia
- Haciendas del Valle Number 2 Colonia
- Hillcrest Manor Colonia
- Homestead Meadows
- Horizon City
- La Fuente Colonia
- La Guna
- La Jolla Colonia
- La Junta Addition Colonia
- La Tuna
- Lakeside
- Las Milpas Addition Colonia
- Las Milpas Number 2 Colonia
- Las Palmas Colonia
- Las Palmas Number 2 Colonia
- Lewis Colonia
- Loma Terrace
- Lynn Park Replat Colonia
- Mary Lou Park Colonia
- McAdoo Acres Colonia
- Melton Place Addition Colonia
- Mesa Verde Colonia
- Mission Hills
- Monterosales Colonia
- Montoya
- Moon Addition Colonia
- Moon Addition Number 2 Colonia
- Moon Addition Number 3 Colonia
- Moon Addition Number 4 Colonia
- Morning Glory
- Mountain View
- Newman
- North Loop Acres Colonia
- Nuway
- Planeport
- Poole Colonia
- Prado Verde
- Quail Mesa Colonia
- R W Jones Colonia
- Rancho Miraval Estates Colonia
- Rio Rancho Estates Colonia
- Rio Vista Addition Colonia
- Roseville Colonia
- San Agustin Colonia
- San Elizario
- San Jose
- San Ysidro Colonia
- Santa Martina Colonia
- Smeltertown
- Socorro
- Socorro Mission Number 1 Colonia
- Socorro Village Addition Colonia
- Sparks
- Sunhaven Farms Colonia
- Sunrise Acres
- Sunshine Colonia
- Tigua
- Tornillo
- Valle Real Colonia
- Villa Espana Colonia
- Vinedo Acres Colonia
- Vinton
- Warren Allen Road Colonia
- Westway
- Wilton Acres Colonia
- Wiseman Estates Colonia
- Ysleta